# Amaury de Sévérac
Amaury de Sévérac (* 1350/59; † 1427 im Château de Gages, ermordet) war ein französischer Adliger und Militär, der in seiner Laufbahn zum Marschall von Frankreich ernannt wurde.
Er war Seigneur de Sévérac-le-Château, de Beaucaire et de Chaudes-Aigues.

## Leben
Amaury de Sévérac war ein jüngerer Sohn von Alizias de Sévérac, Seigneur de Beaucaire, und dessen zweiter Ehefrau Marguerite de Campendu, Dame de Salelles. In seiner Jugend stand er unter der Vormundschaft seines Onkels Amaury de Sévérac, der Archidiakon in Albi war. Seine ersten militärischen Erfahrungen machte er 1382 in Flandern unter seinem Lehnsherrn Jean II., Comte d’Armagnac († 1384), vor allem in der Schlacht bei Roosebeke am 27. November. Auf der Rückkehr belagerte und eroberte er die Burg La Garde, die die Engländer besetzt hatten.
Im Jahr 1389 folgte er Jean III., Comte d’Armagnac, der den Titel des Königs von Mallorca beanspruchte, nach Aragon, wo er 1390 in der Schlacht von Navata gefangen genommen wurde. Nachdem er Lösegeld bezahlt und die Freiheit zurückerlangt hatte, machte er eine Pilgerfahrt nach Jerusalem, und trug danach zur Unterwerfung der Grafschaft Pardiac unter die Macht des Königs bei. Anschließend zog er mit seinen Truppen vor Bordeaux, wo er die Engländer erwartete.
Jean III. d’Armagnac machte ihn zu seinem Marschall, da er einen erfahrenen Militär seiner Qualität bei sich haben wollte. Er übergab ihm das Kommando über ein Armeekorps, das 1391 für seinen Schwager Carlo Visconti, den Herrn von Parma, gegen Gian Galeazzo Visconti, den Herrn von Mailand, in die Lombardei ziehen sollte. Allerdings geriet der Feldzug für die Franzosen durch unvorsichtiges Vorgehen des Grafen von Armagnac zum Misserfolg, der Graf selbst starb am 25. Juli 1391 in Alessandria.
Bei seiner Rückkehr nach Frankreich besiegte er bei der Durchquerung der Dauphiné die von Louis II., Comte de Valentinois, zusammengestellte Armee, und nahm dabei den Grafen gefangen.
Im Bürgerkrieg der Armagnacs und Bourguignons wurde Amaury de Sévérac 1410 vom Herzog von Berry zum königlichen Seneschall von Quercy und Rouergue ernannt. Bernard VII. d’Armagnac, der Schwiegersohn des Herzogs von Berry (und von 1415 bis 1418 Connétable von Frankreich), hatte sich dem Herzog gegen die Burgunder angeschlossen. 1412 unternahm Sévérac einen Scheinangriff auf die Burg Montcuq, die er erfolglos belagerte, während Bernhard VII. Comminges verwüstete.
Nach der Niederlage von Azincourt (25. Oktober 1415) wurde sein Amt als Seneschall von Quercy und Rouergue bestätigt. Zudem erhielt Sévérac von Connétable d’Armagnac das Kommando über die Vorhut der Armee, die in die Normandie geführt wurde und 1416 einige Erfolge gegen die Engländer erzielte. Im Jahr darauf schlug Sévérac Teile der burgundischen Armee, die Paris belagerte. Nach der Eroberung der Hauptstadt am 29. Mai 1418 und der Ermordung Armagnacs (12. Juni 1418) zog Sévérac sich nach Guyenne zur verwitweten Gräfin von Armagnac (Bonne de Berry) zurück, wo er neue Truppen aushob, mit denen er nach Nîmes zog, wo der junge Graf von Armagnac von zahlreichem Militär im Sold der Burgunder umgeben war, führte ihn aus der Stadt heraus und in dessen Gebiete. In einem Dokument vom 29. Januar 1419 wird er als Chevalier, Conseiller et Chambellan du Régent du Royaume, Dauphin de Viennois (dem späteren König Karl VII.) bezeichnet.
Als er 1423 Cravant bei Auxerre gemeinsam mit dem John Stuart, Earl of Buchan und Connétable von Frankreich, belagerte, kamen der Earl of Salisbury als englischer General, Toulongeon als Marschall von Burgund, und der Comte de Ligny zum Entsatz, die am 31. Juli 1423 zu einer Schlacht führt, die die Franzosen verloren.
Am 1. Februar 1424 ernannte Karl VII. ihn zum Marschall von Frankreich (nachdem er dies zuvor abgelehnt hatte) und gab ihm auf Lebenszeit Stadt und Burg Cessenon. Am 10. März 1425 beauftragte der König ihn, ein Armeekorps aufzustellen, wofür er 8000 Livre erhielt. 1426 machte er ihn zum Lieutenant-général des Mâconnais, Lyonnais und Charolais.
1416 hatte sein Vetter Guy de Sévérac ihn zu seinem Erben eingesetzt. Da er selbst keine Nachkommen aus seiner Ehe mit Souveraine de Solages hatte, vermachte er 1421 die Baronie Sévérac etc. Jean IV., Comte d’Armagnac, und dessen Sohn, dem Vicomte de Lomagne, behielt sich nur den lebenslänglichen Nießbrauch vor. Am 7. Mai 1426 überließ er verzichtete er auch darauf.
Im Jahr 1427 darauf wurde er im Château de Gages von Gefolgsleuten der (ehemaligen) Comtes de Pardiac, die seine Nachfolge anstrebten, festgesetzt und dann erdrosselt. Der Comte d’Armagnac wurde verdächtigt, mit dem Mord einverstanden gewesen zu sein, konnte dies aber entkräften und strengte im Gegenzug einen Prozess gegen die Täter an.